# عائلة كي الناس (فلم)
عائلة كي الناس هو فيلم كوميدي جزائري صدر سنة 1990. إخراج عمار تريباش، بطولة عثمان عريوات. يروي قصة اجتماعية ترصد بدايات تعسر الحياة في الجزائر عقب أيام الرخاء التي عاشها الجزائريون في السبعينيات.

## القصة
فيلم يروي قصة عائلة جزائرية تحاول أن تصبح مثل جميع الناس، تتمتع بدار ومتعة في الحياة خاصة عندما تتشبث الأم بشراء سيارة لكن الأب يرفض ذلك فتدخل الأم في إضراب عن الكلام والأكل حتى حضور السيارة، يوافق الأب على مضض لشرائها فتنهض الأم مسرعة إلى طاولة الأكل وتبدأ المغامرة مع هذه السيارة في جو كوميدي ساخر حيث تتعرض للعديد من الأعطاب في الطريق فيتدخل كل مرة جارهم لإصلاحها لأنه وقع في حب ابنتهم لكن أمه تعارضه في ذلك.
هذا الفيلم يصف يوميات عائلة جزائرية بسيطة، قد ترى كل عائلة نفسها فيها، عائلة كي الناس، تحلم بكل ماهو ممكن لا بالمستحيل الذي يفوق   إمكاناتها المادية، وتبقى سيعدة بالتآزر والدفء العائلي، رغم احتياجها للكثير من الأشياء التي تصبح حلما من أحلامها تسعى لتحقيقه من خلال تكافل كل أفراد عائلتها.

## أبطال الفيلم
- عثمان عريوات
- فتيحة بربار
- مراد شعبان
- صبيحة شامي
- سعيد عمران